# Brani musicali al numero uno in Italia (2009)
La presente lista elenca le canzoni che hanno raggiunto la prima posizione nella classifica settimanale italiana Top Singoli, stilata durante il 2009 dalla Federazione Industria Musicale Italiana, in collaborazione con la GfK Retail and Technology Italia.

## Classifica
| Inizio settimana | Brano                | Artista/i                        | Totale settimane al numero 1 |
| ---------------- | -------------------- | -------------------------------- | ---------------------------- |
| 26 dicembre 2008 | Novembre             | Giusy Ferreri                    | 12                           |
| 2 gennaio        | Novembre             | Giusy Ferreri                    | 12                           |
| 9 gennaio        | Novembre             | Giusy Ferreri                    | 12                           |
| 16 gennaio       | Immobile             | Alessandra Amoroso               | 1                            |
| 23 gennaio       | Meraviglioso         | Negramaro                        | 4                            |
| 30 gennaio       | Meraviglioso         | Negramaro                        | 4                            |
| 6 febbraio       | Meraviglioso         | Negramaro                        | 4                            |
| 13 febbraio      | Meraviglioso         | Negramaro                        | 4                            |
| 20 febbraio      | Sincerità            | Arisa                            | 6                            |
| 27 febbraio      | Sincerità            | Arisa                            | 6                            |
| 6 marzo          | Sincerità            | Arisa                            | 6                            |
| 13 marzo         | Sincerità            | Arisa                            | 6                            |
| 20 marzo         | Sincerità            | Arisa                            | 6                            |
| 27 marzo         | Sincerità            | Arisa                            | 6                            |
| 3 aprile         | Sentimento           | Valerio Scanu                    | 1                            |
| 10 aprile        | Stupida              | Alessandra Amoroso               | 1                            |
| 17 aprile        | You've Got a Friend  | Finalisti X Factor 2009          | 1                            |
| 24 aprile        | L'amor carnale       | The Bastard Sons of Dioniso      | 1                            |
| 1º maggio        | Parla con me         | Eros Ramazzotti                  | 1                            |
| 8 maggio         | Domani 21/04.2009    | Artisti Uniti per l'Abruzzo      | 12                           |
| 15 maggio        | Domani 21/04.2009    | Artisti Uniti per l'Abruzzo      | 12                           |
| 22 maggio        | Domani 21/04.2009    | Artisti Uniti per l'Abruzzo      | 12                           |
| 29 maggio        | Domani 21/04.2009    | Artisti Uniti per l'Abruzzo      | 12                           |
| 5 giugno         | Domani 21/04.2009    | Artisti Uniti per l'Abruzzo      | 12                           |
| 12 giugno        | Domani 21/04.2009    | Artisti Uniti per l'Abruzzo      | 12                           |
| 19 giugno        | Domani 21/04.2009    | Artisti Uniti per l'Abruzzo      | 12                           |
| 26 giugno        | Domani 21/04.2009    | Artisti Uniti per l'Abruzzo      | 12                           |
| 6 luglio         | Domani 21/04.2009    | Artisti Uniti per l'Abruzzo      | 12                           |
| 13 luglio        | Domani 21/04.2009    | Artisti Uniti per l'Abruzzo      | 12                           |
| 20 luglio        | Domani 21/04.2009    | Artisti Uniti per l'Abruzzo      | 12                           |
| 27 luglio        | Domani 21/04.2009    | Artisti Uniti per l'Abruzzo      | 12                           |
| 3 agosto         | When Love Takes Over | David Guetta feat. Kelly Rowland | 2                            |
| 10 agosto        | Celebration          | Madonna                          | 1                            |
| 17 agosto        | When Love Takes Over | David Guetta feat. Kelly Rowland | 2                            |
| 24 agosto        | I Gotta Feeling      | The Black Eyed Peas              | 4                            |
| 31 agosto        | I Gotta Feeling      | The Black Eyed Peas              | 4                            |
| 7 settembre      | L'amore si odia      | Noemi feat. Fiorella Mannoia     | 2                            |
| 14 settembre     | L'amore si odia      | Noemi feat. Fiorella Mannoia     | 2                            |
| 21 settembre     | Ad ogni costo        | Vasco Rossi                      | 2                            |
| 28 settembre     | Ad ogni costo        | Vasco Rossi                      | 2                            |
| 5 ottobre        | I Gotta Feeling      | The Black Eyed Peas              | 4                            |
| 12 ottobre       | Bodies               | Robbie Williams                  | 1                            |
| 19 ottobre       | Ti vorrei sollevare  | Elisa con Giuliano Sangiorgi     | 2                            |
| 26 ottobre       | Ti vorrei sollevare  | Elisa con Giuliano Sangiorgi     | 2                            |
| 2 novembre       | I Gotta Feeling      | The Black Eyed Peas              | 4                            |
| 9 novembre       | Salvami              | Gianna Nannini e Giorgia         | 3                            |
| 16 novembre      | Salvami              | Gianna Nannini e Giorgia         | 3                            |
| 23 novembre      | Salvami              | Gianna Nannini e Giorgia         | 3                            |
| 30 novembre      | Dove si vola         | Marco Mengoni                    | 1                            |
| 7 dicembre       | Bad Romance          | Lady Gaga                        | 5                            |
| 14 dicembre      | Bad Romance          | Lady Gaga                        | 5                            |
| 21 dicembre      | Bad Romance          | Lady Gaga                        | 5                            |

- Domani 21/04.2009 degli Artisti Uniti per l'Abruzzo, con 12 settimane consecutive di permanenza alla numero uno, è il singolo che ha passato più tempo in vetta alla classifica nel 2009.

## Classifica fine anno
| Brano                | Artista/i                   | Certificazione |
| -------------------- | --------------------------- | -------------- |
| Domani 21/04.2009    | Artisti Uniti per l'Abruzzo | Diamante       |
| Sincerità            | Arisa                       | -              |
| I Gotta Feeling      | The Black Eyed Peas         | Multiplatino   |
| Poker Face           | Lady Gaga                   | Multiplatino   |
| Il regalo più grande | Tiziano Ferro               | Platino        |
| L'amore si odia      | Noemi e Fiorella Mannoia    | Multiplatino   |
| She wolf             | Shakira                     | Platino        |
| This Is the Life     | Amy Macdonald               | -              |
| Meraviglioso         | Negramaro                   | Multiplatino   |
| Come foglie          | Malika Ayane                | Platino        |

Fonte